# Frits Tjong Ayong
Frits André Tjong Ayong (Paramaribo, 13 januari 1912 – aldaar, 23 december 1993) was een Surinaams chirurg en uroloog. Hij is de vader van de schrijfster en dichteres Carry-Ann Tjong Ayong en oom van de componiste en pianiste Majoie Hajary.

## Levensloop
Tjong-Ayong werd geboren als jongste zoon van Willem Tjong Ayong en Carolina Esse. Hij voltooide zijn medische opleiding aan de Rijksuniversiteit Groningen onder hoogleraar Leendert Eerland, bij wie hij op 4 april 1949 promoveerde als chirurg en uroloog op het proefschrift Prostatectomia retropubica extra-vesicalis volgens van Stockum-Millin Tot de stellingen die hij verdedigde behoorde: "Suriname heeft behoefte aan volledig en modern opgeleide specialisten." In 1937 trouwde hij Paulina Comvalius, de dochter van Samuel Henriquez de Granada. Zij kregen vijf kinderen.
Van 1 augustus 1938 tot 1981 was Tjong Ayong directeur van het Sint Vincentius Ziekenhuis in Paramaribo. Hij was de eerste ziekenhuisdirecteur in Suriname van Chinese afkomst. Onder zijn leiding werden veel verbeteringen doorgevoerd, opleidingen opgezet voor verpleegsters en verloskundigen, en uitbreidingen gerealiseerd.

## Eerbetoon
Hij overleed op 81-jarige leeftijd te Paramaribo. Erwin de Vries maakte een borstbeeld van hem dat in de hal van het Sint Vincentius Ziekenhuis staat, en schilderde hem diverse malen. In het ressort Flora van Paramaribo is de Dr. F. Tjong Ayongstraat naar hem genoemd.